# Skinhead reggae
Skinhead reggae, también conocido como early reggae, fue el nombre dado a la música hecha por las primeras bandas de reggae, muy popular en la subcultura de la clase trabajadora británica a finales de los años 1960, principalmente entre los mods y los skinheads.

## Historia
A mediados del verano de 1966, la música jamaicana sufrió una transformación, con el ritmo del rocksteady dando lugar a la métrica más agresiva del reggae.
En el Reino Unido, ese estilo encajó perfectamente en las actitudes de los jóvenes estilistas que, al pasar el tiempo, aumentaron el foco del creciente movimiento. Luego, el «reggae» se propagó además de la periferia de la escena musical inglesa, e ignorando la petulancia de los radialistas, aumentaron el número de discos jamaicanos en las listas británicas. La mayoría de ellos eran lanzados por la Trojan Records, que desde su inicio en el verano de 1968, fue dominada por el creciente mercado del «reggae», lanzando diversos sencillos también por diversas subsidiarias.
Algunos de los artistas más conocidos de «skinhead reggae» fueron John Holt, Toots Hibbert & The Maytals, The Pioneers y Symarip. Versiones de sellos como Tamla-Motown, Stax Records y Atlantic Records, eran comunes en el «skinhead reggae», reflejando la popularidad entre skinheads y mods.